# Anna Lindemann
Anna Lindemann (née en 1892 à Bielefeld, morte en 1959 à Berlin) est une pédagogue allemande.

## Biographie
Fille d'un commerçant, elle étudie la philosophie à Marbourg et à Berlin. la République de Weimar, elle a été active avec son mari Walter Lindemann au sein du Parti communiste et dans le mouvement de la libre-pensée prolétarienne. Elle conduit la section allemande de l'Internationale des travailleurs de l'éducation.
Pendant le temps du national-socialisme, Lindemann travaille en tant que professeur privé à Bielefeld. Sa brochure Was wollen die proletarischen Freidenker? est brûlée en 1933.
Après la fin de la Seconde Guerre mondiale, elle reçoit un poste d'enseignante d'histoire contemporaine et est nommée en mars 1948 professeur extraordinaire d'études contemporaines à l'École des sciences sociales à l'université d'Iéna dont elle sera la rectrice. En 1950, elle est professeur à l'académie de musique Hanns Eisler.